# Shepshed
Shepshed är en stad och civil parish i Charnwood i Leicestershire i England. Orten har 13 505 invånare (2011). Byn nämndes i Domedagsboken (Domesday Book) år 1086, och kallades då Scepe(s)hefde.